# Batalla de Dimbos

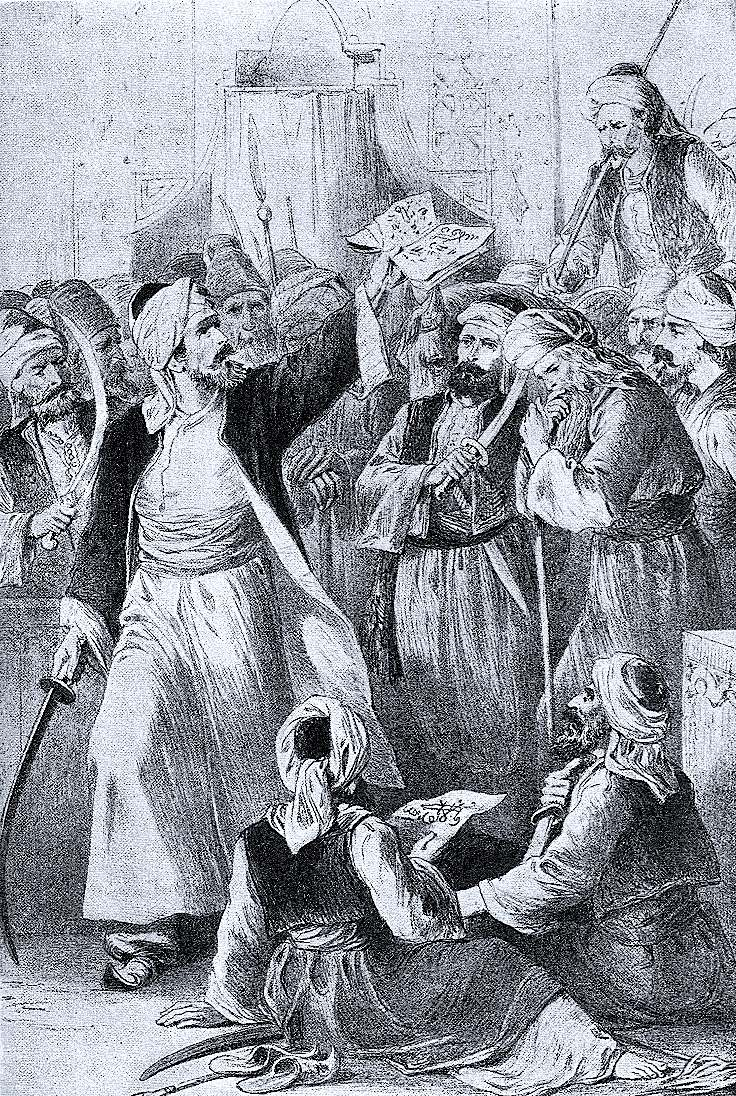
Ilustración del líder Otomano, Osmán I, fundador de la dinastía osmanlí, levantando un pergamino.

La batalla de Dinboz o Dimbos fue una batalla entre el Imperio otomano y el Imperio bizantino en 1303.

## Antecedentes
Después de la Batalla de Bafea en 1302, los guerreros Gazi de todas partes de Anatolia comenzaron a incursionar en territorios bizantinos. El emperador bizantino Andrónico II Paleólogo intento formar alianzas con el Ilkanato Mongol contra la amenaza otomana. El no poder asegurar las fronteras con la alianza le decidió atacar a los otomanos con su propio ejército.

## La batalla
La batalla se conoce únicamente a través de tradiciones posteriores que incluyen elementos semilegendarios y por lo tanto probablemente refleja más tradiciones populares que acontecimientos históricos reales. Según Teodoro Spandounes "Dimbos" (en griego) o "Dinboz"  (derivado de din bozmak, "el cambio de la fe") fue la primera ciudad bizantina en caer bajo los otomanos. El cronista del siglo XV Aşıkpaşazade se basó en relatos de otra batalla cerca de Koyunhisar (Bafea) de otras crónicas y la trasladó a los alrededores de Dimbos para formar su relato de la "batalla de Dimbos".
El ejército de Anatolia del Imperio bizantino estaba compuesto por fuerzas de guarniciones locales como Adranos (la moderna Orhaneli), Bidnos, Kestel (la moderna aldea de Erdogân) y Kete (la moderna aldea de Ürünlü). En la primavera de 1303, el ejército bizantino avanzó a Yenisehir, una ciudad otomana importante, al noreste de Bursa. Osmán I les derrotó cerca del paso de Dimbos, en el camino a Yenisehir. Durante la batalla ambos bandos sufrieron fuertes bajas. En el lado otomano, el sobrino de Osmán, Aydogdu, y en el lado bizantino los gobernadores de Kestel y Dimbos cayeron en combate.

## Consecuencias
El gobernador de Kestel trató de escapar a la cercana fortaleza de Lopardion (actual Ulubat). Pero Osmán lo arrestó y luego lo ejecutó en frente de la fortaleza. Posteriormente, la fortaleza se rindió.